# Liste der Baudenkmäler in Fürth-Burgfarrnbach
In der Liste der Baudenkmäler in Burgfarrnbach sind die Baudenkmäler im Fürther Ortsteil Burgfarrnbach aufgelistet. Zu diesen Baudenkmälern gibt es auch eine Bildersammlung.
Diese Liste ist eine Teilliste der Liste der Baudenkmäler in Fürth. Grundlage der Liste ist die Bayerische Denkmalliste, die auf Basis des bayerischen Denkmalschutzgesetzes vom 1. Oktober 1973 erstmals erstellt wurde und seither durch das Bayerische Landesamt für Denkmalpflege geführt und aktualisiert wird. Die folgenden Angaben ersetzen nicht die rechtsverbindliche Auskunft der Denkmalschutzbehörde.

## Ensemble Ortskern Burgfarrnbach
Der Ort entstand wohl schon im Zuge der frühkarolingischen Besiedlung der Regnitzfurche an strategisch wichtiger Stelle wenige Kilometer von der Einmündung der Farrnbach in die Regnitz. Er wurde 903 erstmals als Oberfarrnbach erwähnt und später nach den beiden vermutlich schon vor 1303 vorhandenen Adelssitzen Burgfarrnbach genannt.
Das Ensemble umfasst den engeren historischen Ortskern, der sich aus drei verschiedenen aber zusammenhängenden Siedlungsbestandteilen zusammensetzt. Das Zentrum des Ortes als Siedlung umfasst die langgestreckte Hauptstraße (Würzburger Straße) in der Ausdehnung von der Zufahrt zum Kapellenplatz. Die namensgebende Kapelle war von der Patrizierfamilie Volckamer 1478 errichtet worden und bis 1897 in Teilen erhalten.
Das Zentrum des Ortes bildet die langgestreckte Hauptstraße (Würzburger Straße) in der Ausdehnung von der Zufahrt zum Schloss bis zum Kapellenplatz. Die namensgebende Kapelle war von der Patrizierfamilie Volckamer 1478 errichtet worden und war bis 1897 in Teilen erhalten. Die leicht gekrümmt verlaufende Würzburger Straße wird durch freistehende, meist giebelständige Bauern- und Wohnhäuser charakterisiert. Auffallende Akzente und Erinnerungen an den alten Verkehrsweg nach Würzburg bilden die Gasthäuser, wie der stattliche traufseitige Satteldachbau des 17. Jahrhunderts in der Würzburger Straße 476 und der barocke Mansarddachbau Würzburger Straße 488, an der Abzweigung nach Regelsbach. Eine Poststation befand sich im Gebäude Würzburger Straße 489.
In dem südlich der Hauptstraße und westlich der Regelsbacher Straße gelegenen Zwickel liegt vom Kirchhof und der ehemaligen Schule (Regelsbacher Straße 3/5) umgeben die gotische Pfarrkirche. Um diese erhabene und weithin sichtbar aufragende Kirche, eine der ältesten Johanniskirchen der Gegend, schließt sich eine haufendorfartige Bebauung. Die unregelmäßige Anlage lässt diesen Bereich als alten Siedlungskern in der Nähe eines abgegangenen Wasserschlosses erkennen.
Dieser dritte zugehörige Siedlungskern von Burgfarrnbach wird heute von dem klassizistischen Schlossneubau der Grafen Pückler-Limpurg (heute Stadtarchiv) repräsentiert. Der mächtige 1830/34 errichtete Schlossbau begrenzt zusammen mit seinen Neben- und Wirtschaftsgebäuden sowie dem Schlosspark den Ort nach Süden. Die ehemalige Brauerei im Schlosshof wurde 1983/84 durch den Neubau eines Altenwohnheims ersetzt. Im Zusammenwirken von Hauptstraße (Würzburger Straße), Kirchberg und Schloss ist Burgfarrnbach heute noch als ein typisch fränkischer Herrschaftsort erkennbar.
Zum Ensemble gehören unter anderem die im folgenden Abschnitt aufgelisteten Einzeldenkmäler in der Bernbacher Straße, am Kapellenplatz, in der Regelsbacher Straße, am Schloßhof, am Schloßweg sowie in der Würzburger Straße.
Aktennummer: E-5-63-000-7

## Baudenkmäler
| Lage                                                     | Objekt                                                      | Beschreibung | Akten-Nr.                | Bild                                |
| -------------------------------------------------------- | ----------------------------------------------------------- | --- | ------------------------ | ----------------------------------- |
| Bernbacher Straße 2 (Standort)                           | Wohnhaus in Ecklage                                         | Freistehender, zweigeschossiger Sandsteinbau auf hohem Sockelgeschoss mit Walmdach, Ecklisenen, Gurtgesims und flachem Mittelrisalit mit Dreiecksgiebel, spätklassizistisch, um 1870; ehemalige Scheune, erdgeschossiger Fachwerk- und Sandsteinbau mit Satteldach, 18./19. Jahrhundert. | D-5-63-000-1489 Wikidata | Wohnhaus in Ecklage                 |
| Bernbacher Straße 6 (Standort)                           | Hofanlage                                                   | Wohnhaus, erdgeschossiger, traufseitiger Sandsteinquaderbau mit Satteldach und großem Mittelzwerchhaus, spätklassizistisch, um 1870; Nebengebäude mit Backhaus, erdgeschossiger Sandsteinquaderbau mit Satteldach und Treppengiebel, neugotisch, gleichzeitig; Einfriedung, Pfeilergitterzaun und Sandsteinpfeiler, gleichzeitig. | D-5-63-000-1629 Wikidata | BW                                  |
| Egersdorfer Straße 26 (Standort)                         | Ehemaliges Bauernhaus                                       | Zweigeschossiger, freistehender Sandsteinquaderbau mit Mansardwalmdach und Ecklisenen, Mitte 18. Jahrhundert; Reste der Einfriedung, Sandsteinquadermauer, 18./19. Jahrhundert. | D-5-63-000-1490 Wikidata | BW                                  |
| Geißäckerstraße (Standort)                               | Burgfarrnbacher Viadukt                                     | Eisenbahnbrücke, fünfbogiger Viadukt aus Sandstein, 1863. | D-5-63-000-1632 Wikidata | weitere Bilder                      |
| Hummelstraße 4 (Standort)                                | Katholische Filialkirche St. Marien                         | Schlichter, verputzter Stahlbetonbau mit Satteldach und strebepfeilerartigen Vorlagen, Dachreiter und kubischem Eingangsvorbau an der südlichen Giebelseite, Saalbau mit flacher Holzdecke und rechteckigem, eingezogenem Altarraum, von Friedrich Richter, 1954/55; Fassadengraffito an der westlichen Traufseite, von Hans Langhojer und Georg Weidenbacher, gleichzeitig; mit Ausstattung. | D-5-63-000-1661 Wikidata | Katholische Filialkirche St. Marien |
| Hummelstraße 10 (Standort)                               | Sandsteinmauern                                             | Reste der Ummauerung des sogenannten Hirschgartens, im Umfeld des Burgstalles Oberer Sitz, wohl 18. Jahrhundert, zum Teil älter. | D-5-63-000-1630 Wikidata | BW                                  |
| Kapellenplatz 1 (Standort)                               | Wohnhaus mit Apotheke                                       | Zweigeschossiger, asymmetrisch gegliederter Putzbau mit Sandsteinerdgeschoss und -gliederung, Walmdach, straßenseitigem Schweifgiebel und Erker sowie seitlichem Schopfwalmgiebel, Heimatstil, Anfang 20. Jahrhundert. | D-5-63-000-1491 Wikidata | Wohnhaus mit Apotheke               |
| Kapellenplatz 4 (Standort)                               | Wohnhaus                                                    | Zweigeschossiger, verputzter Walmdachbau mit massivem Erdgeschoss und Fachwerkobergeschoss, bez. 1784. | D-5-63-000-1492 Wikidata | Wohnhaus                            |
| Lagerstraße 54 (Standort)                                | Wohnhaus und Kontor eines ehemaligen Sägewerks              | Freistehender, zweigeschossiger Backsteinbau mit Werksteingliederung, Schopfwalmdach, Blendfachwerkgiebel und Mittelrisalit mit Giebelsprengwerken, historisierend mit Heimatstilanklängen, von Adam Egerer, 1900. | D-5-63-000-1701 Wikidata | BW                                  |
| Lehenstraße 2 (früher Würzburger Straße 486) (Standort)  | Wohnstallhaus in Ecklage                                    | Zweigeschossiger, giebelständiger und verputzter Satteldachbau in Fachwerk und Sandstein, an der Ostseite zweigeschossiger Anbau mit Walmdach, im Kern 18. Jahrhundert; ehemaliger Stall, erdgeschossiger Sandsteinquaderbau mit Satteldach und Fachwerkgiebel, gleichzeitig; Toreinfahrt, Sandsteinpfeiler, 18. Jahrhundert. | D-5-63-000-1705 Wikidata | weitere Bilder                      |
| Lehenstraße 8 / 10 (Standort)                            | Wohnhaus                                                    | Langgestreckter, traufseitiger Sandsteinquaderbau mit Satteldach, Sohlbankgesims und Dachgauben, spätklassizistisch, Mitte 19. Jahrhundert. | D-5-63-000-1493 Wikidata | BW                                  |
| Lehenstraße 15 (Standort)                                | Alte Schule                                                 | Zweigeschossiger Sandsteinbau mit Walmdach, Ecklisenen, Sohlbankgesims und Rosettenfries an der Traufe, spätklassizistisch, von Wilhelm Kraemer, 1878/79. | D-5-63-000-1494 Wikidata | BW                                  |
| Moosweg (Standort)                                       | Eisweiher                                                   | fünf künstlich angelegte Weiher, der nordöstliche Weiher mit Wasserwerk, quadratische, betonierte Quellfassung mit Deckplatte und darauf fünf Rechteckpfeilern mit Kugelbekrönung, Weiher 17./18. Jahrhundert, Wasserwerk 1904/05 | D-5-63-000-2082          | BW                                  |
| Oberfarrnbacher Straße 12 / 14 (Standort)                | Friedhof Burgfarrnbach                                      | Angelegt 1826, 1860 und später erweitert; Gruftkapelle der Grafen Pückler, oktogonaler Zentralbau in Sandstein mit Strebepfeilern, Maßwerkgalerie, Fialen und Zeltdach, umgeben von gusseiserner Einfriedung mit Fialen, Neugotik, von Bernhard Solger, 1860–62; Friedhofsgebäude, zweigeschossiger Sandsteinquaderbau mit Satteldach und traufseitig angebauter basilikaler Halle in Sandstein mit Satteldach und Dachreiter, Ostteil spätklassizistisch, Mitte 19. Jahrhundert, Westteil 1930/40; Grabmal Hoechstetter, Sandsteinsockel mit kanneliertem Säulenstumpf und Vase, 1826/28, unweit nordwestlich des Friedhofsgebäudes. | D-5-63-000-1495 Wikidata | Friedhof Burgfarrnbach              |
| Regelsbacher Straße 5 / Würzburger Straße 487 (Standort) | Ehemaliges Schulhaus                                        | Dreigeschossiger Sandsteinquaderbau mit Schopfwalmdach, klassizistisch, 1825, Aufstockung 1867; nördlich angebautes Nebengebäude, zweigeschossiger, traufseitiger Satteldachbau mit Sandsteinerdgeschoss und Fachwerkobergeschoss, 19. Jahrhundert; Rundbogentor und Einfriedung, teilweise verputztes Sandsteinmauerwerk, 19. Jahrhundert; Nebengebäude an der Kirchhof-Nordseite, Sandsteinquaderbau mit Satteldach, 19. Jahrhundert. | D-5-63-000-1496 Wikidata | Ehemaliges Schulhaus                |
| Regelsbacher Straße 7 (Standort)                         | Evangelisch-Lutherische Pfarrkirche St. Johannes der Täufer | Sandsteinquaderbau mit Satteldach, Chorturm mit Spitzhelm und Scharwachttürmchen und erdgeschossiger, dreibogiger Portalvorhalle mit Pultdach, Saalbau mit dreiseitigen Emporen und eingezogenem Rechteckchor mit Kreuzrippengewölbe, spätgotisch, zweite Hälfte 15. Jahrhundert, Portalvorhalle bez. 1518, Inneres erste Hälfte 18. Jahrhundert barockisiert; mit Ausstattung; Kirchhofmauer, Sandsteinquadermauer, spätmittelalterlich, streckenweise erneuert. | D-5-63-000-1497 Wikidata | weitere Bilder                      |
| Regelsbacher Straße 17 (Standort)                        | Wohnhaus in Ecklage                                         | Zweigeschossiger, giebelständiger Sandsteinquaderbau mit Satteldach, Korbbogenportal mit Freitreppe, 1724. | D-5-63-000-1498 Wikidata | Wohnhaus in Ecklage                 |
| Regelsbacher Straße 39 (Standort)                        | Wohnstallhaus                                               | erdgeschossiger, verputzter Sandsteinquaderbau mit Satteldach und Fachwerkgiebeln, 18. Jahrhundert; rückwärtig angebaut Kleintierstall, erdgeschossiger Sandsteinquaderbau mit Flachsatteldach, 2. Hälfte 19. Jahrhundert | D-5-63-000-1843          | BW                                  |
| Schloßhof (Standort)                                     | Brücke über den Farrnbach                                   | Sandsteinbogen mit eisernem Spitzbogengeländer und vier Torpfeilern an der Nordseite, 1833. | D-5-63-000-1504 Wikidata | BW                                  |
| Schloßhof 1 (Standort)                                   | Wohnhaus                                                    | Zweigeschossiger, giebelständiger Satteldachbau mit Sandstein-Straßengiebel mit Eckvoluten und längsseitigem Fachwerkobergeschoss, 1731. | D-5-63-000-1499 Wikidata | BW                                  |
| Schloßhof 5 (Standort)                                   | Meierei                                                     | Freistehender, zweigeschossiger Sandsteinquaderbau mit Mansarddach mit Halbwalm, Gurtgesims und Neurenaissance-Gauben, klassizistisch, 1816, Dachumbau Ende 19. Jahrhundert; ehem. Nebengebäude mit Pferdestall im Hof, hakenförmiger, zweigeschossiger Sandsteinquaderbau mit Satteldach, 19. Jahrhundert; Einfriedung, Pfeilgitterzaun und Sandsteinpfeiler, Ende 19. Jahrhundert. | D-5-63-000-1501 Wikidata | Meierei                             |
| Schloßhof 12 (Standort)                                  | Schloss Burgfarrnbach                                       | Ehemaliges Schloss der Grafen Pückler-Limpurg, jetzt Stadtarchiv, Stadtbibliothek und Museum, langgestreckter, dreigeschossiger Monumentalbau in Sandstein mit Satteldach, mittigem Eingangsrisalit mit Dreiecksgiebel, viergeschossigen Eckpavillons und kurzen Seitenflügeln mit Walmdach an der Rückseite, klassizistisch, von Leonhard Schmidtner, 1830–34; östliches und westliches Ökonomiegebäude, freistehende, zweiflügelige und zweigeschossige Sandsteinquaderbauten mit Walmdächern, 1832/33; zwei Hofpavillons, hinter den Seitenflügeln des Hauptbaues gelegen, Sandsteinquaderbauten mit Walmdächern, gleichzeitig; Gartenpavillon, sog. Schneidershäuschen, oktogonaler, erdgeschossiger und verputzter Sandsteinbau mit Mansardwalmdach und Lisenengliederung, Mitte 18. Jahrhundert; Gartenpavillon, sog. Karolinenruh, oktogonaler, teils offener Holzbau mit Zeltdach, zweite Hälfte 19. Jahrhundert, teilweise erneuert; Schlosspark, jetzige Gestaltung im englischen Stil, 19. Jahrhundert; Einfriedung des Schlossparks und Uferbefestigung des Farrnbaches an der Nordseite des Schlossparks, Sandsteinquadermauern, 19. Jahrhundert. | D-5-63-000-1502 Wikidata | weitere Bilder                      |
| Schloßhof 23 (Standort)                                  | Marstall oder Neuer Bau                                     | Schlossartiger, langgestreckter und zweigeschossiger Sandsteinquaderbau mit Mansardwalmdach, rundbogiger Durchfahrt, rustiziertem Erdgeschoss und Lisenengliederung, Barock, von Johann Georg Kuchen, bez. 1734. | D-5-63-000-1503 Wikidata | Marstall oder Neuer Bau             |
| Schloßweg 1 (Standort)                                   | Wohnhaus in Ecklage                                         | Zweigeschossiger, giebelständiger Sandsteinquaderbau mit Satteldach, Gurtgesims und Giebel mit stilisierten Voluten, rückwärtiger zweigeschossiger Anbau in Rohbackstein, klassizistisch, um 1800, Anbau wohl zweite Hälfte 19. Jahrhundert. | D-5-63-000-1505 Wikidata | Wohnhaus in Ecklage                 |
| Schloßweg 6 (Standort)                                   | Ehemaliges Hofgebäude                                       | Erdgeschossiger Sandsteinquaderbau mit Walmdach, um 1800. | D-5-63-000-1652 Wikidata | BW                                  |
| Würzburger Straße (Standort)                             | Kriegerdenkmal                                              | Kriegerdenkmal für 1914/18, Kriegerfigur auf von Sitzlöwen flankiertem Sockel, Sandstein, von Max Seufert, 1923. | D-5-63-000-1517 Wikidata | Kriegerdenkmal                      |
| Würzburger Straße 465 (Standort)                         | Wohnhaus                                                    | Freistehender, zweigeschossiger Fachwerkbau mit Walmdach und Dachgauben, bez. 1651. | D-5-63-000-1506 Wikidata | BW                                  |
| Würzburger Straße 467 (Standort)                         | Einfahrtstor                                                | Nördliches Einfahrtstor zum Schlossbezirk, pilasterflankiertes Rundbogentor in Sandstein mit Sprenggiebel, Löwenkopf als Schlussstein und rechteckiger Nebenpforte, erste Hälfte 18. Jahrhundert. | D-5-63-000-1500 Wikidata | BW                                  |
| Würzburger Straße 474 (Standort)                         | Evangelisch-Lutherisches Pfarrhaus                          | Zweigeschossiger, giebelständiger Sandsteinquaderbau mit Satteldach, Korbbogentor, Eckvoluten und Muschelbekrönung am Giebel, bez. 1700; Einfriedung, Sandsteinquadermauer und Pfeilgitterzaun mit Sandsteinpfeilern, Mauer bez. 1768; Pfeilgitterzaun wohl 19. Jahrhundert. | D-5-63-000-1507 Wikidata | Evangelisch-Lutherisches Pfarrhaus  |
| Würzburger Straße 475 (Standort)                         | Gasthaus                                                    | Zweigeschossiger, traufseitiger Rohbacksteinbau mit Satteldach, Sandsteingliederung und Bärenrelief, Neurenaissance, bez. 1895. | D-5-63-000-1631 Wikidata | BW                                  |
| Würzburger Straße 476 (Standort)                         | Gasthof Zur Krone                                           | Zweigeschossiger, traufseitiger Satteldachbau in reichem Fachwerk mit westlicher Sandstein-Giebelfassade, einseitigem Sandsteinerdgeschoss und Freitreppe, 17. Jahrhundert, im 19. Jahrhundert z. T. verändert. | D-5-63-000-1508 Wikidata | Gasthof Zur Krone                   |
| Würzburger Straße 477 (Standort)                         | Wohnhaus                                                    | Langgestreckter, zweigeschossiger und giebelständiger Satteldachbau mit verputztem Sandsteinmauerwerk und Fachwerkobergeschoss an der Giebelseite, 18. Jahrhundert. | D-5-63-000-1509 Wikidata | BW                                  |
| Würzburger Straße 479 (Standort)                         | Ehemaliges Gasthaus                                         | Jetzt Wohnhaus, zweigeschossiger, giebelständiger Satteldachbau mit Sandsteinerdgeschoss, westlicher Längsseite in Sandstein und breiter, straßenseitiger Giebelfront in konstruktivem Fachwerk, 18. Jahrhundert. | D-5-63-000-1510 Wikidata | BW                                  |
| Würzburger Straße 488 / Lehenstraße 9 (Standort)         | Gasthaus zum Deutschen Haus                                 | Zweigeschossiger Sandsteinquaderbau in Ecklage, mit Mansardwalmdach, figurenbesetztem Zwerchhaus mit Segmentgiebel und Portalädikula mit Liegefiguren, Barock, bez. 1718, Portal bez. 1778; Nebengebäude, Wohnhaus mit Stadelteil, langgestreckter, zweigeschossiger Satteldachbau mit Sandsteinerdgeschoss und Fachwerkobergeschoss, 18. Jahrhundert. | D-5-63-000-1511 Wikidata | Gasthaus zum Deutschen Haus         |
| Würzburger Straße 506 (Standort)                         | Wohnstallhaus                                               | Erdgeschossiger, giebelständiger und traufseitig verputzter Sandsteinquaderbau mit Satteldach und Fachwerk im rückwärtigen Bereich, um 1800; Scheune, erdgeschossiger Sandsteinquaderbau mit Satteldach, 18./19. Jahrhundert. | D-5-63-000-1512 Wikidata | BW                                  |
| Würzburger Straße 514 (Standort)                         | Wohnhaus                                                    | Zweigeschossiger, giebelständiger Sandsteinquaderbau mit Satteldach, Sohlbänken auf Konsolen und verputztem Straßengiebel, klassizistisch, Anfang 19. Jahrhundert. | D-5-63-000-1513 Wikidata | BW                                  |
| Würzburger Straße 521 (Standort)                         | Wohnhaus                                                    | Erdgeschossiger, giebelständiger und verputzter Satteldachbau mit Fachwerk-Zwerchhaus, westlichem, traufseitigem Anbau und Rokoko-Stuckkartusche im Giebel, drittes Viertel 18. Jahrhundert. | D-5-63-000-1514 Wikidata | BW                                  |
| Würzburger Straße 538 (Standort)                         | Gasthaus                                                    | Zweigeschossiger, traufseitiger Sandsteinquaderbau mit Satteldach und Fachwerk-Zwerchhaus, klassizistisch, bez. 1835, Zwerchhaus später. | D-5-63-000-1516 Wikidata | BW                                  |
| Zehentweg 5 / Lehenstraße 23 (Standort)                  | Ehemalige Schule                                            | Freistehender, zweigeschossiger und verputzter Walmdachbau mit Sandsteingliederung und Fachwerk-Zwerchgiebel mit Schopfwalm, Heimatstil, 1903/04; Einfriedung, Eisengitterzaun und Sandsteinpfeiler, gleichzeitig. | D-5-63-000-1518 Wikidata | Ehemalige Schule                    |